# علم المسرحية

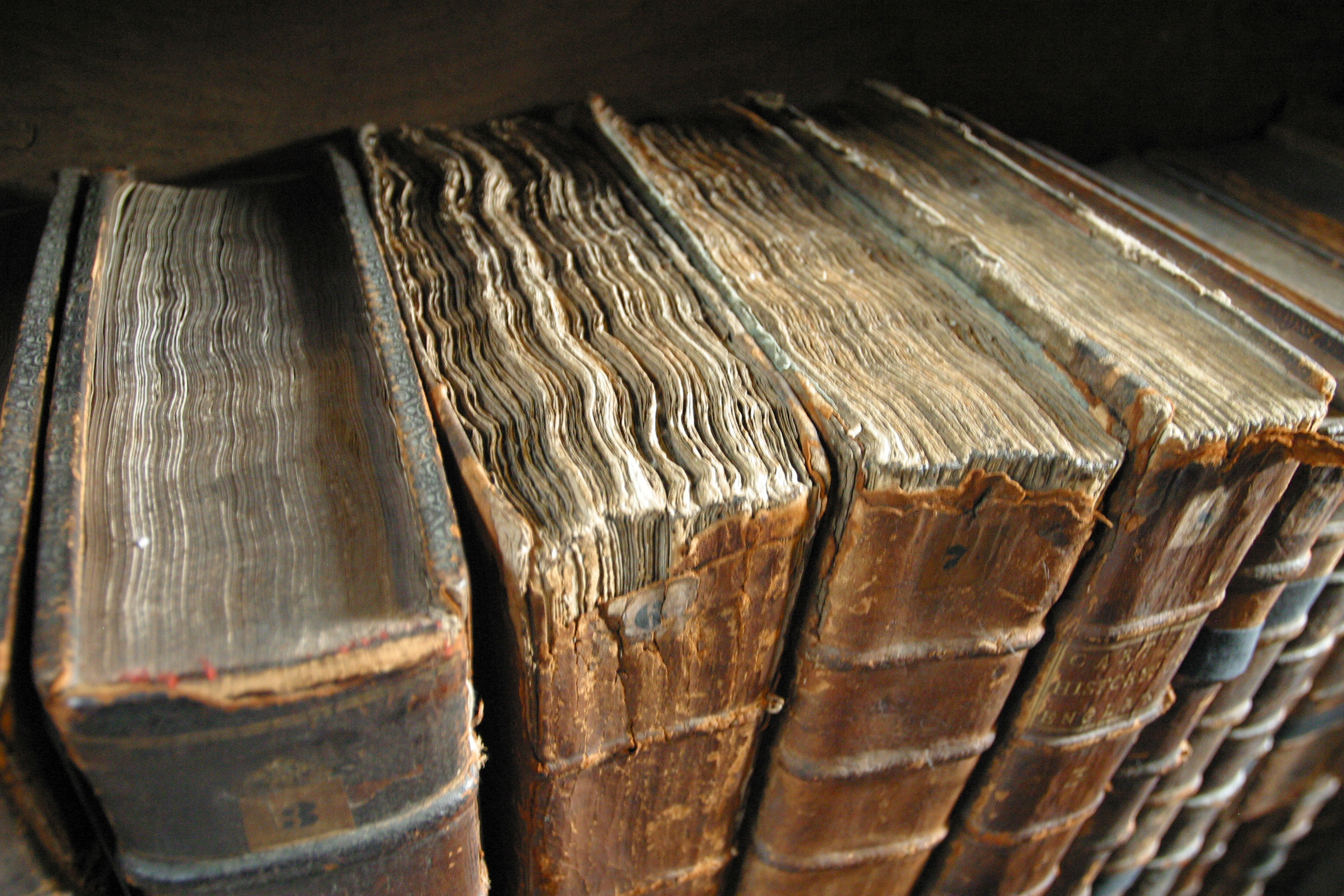

أصول المسرحية أو علم المسرحية وفقا لقاموس التراث الأمريكي تعني فن المسرح، ولاسيما كتابة المسرحية.

## المهارات التي يجب توافرها في علم المسرحية
والدور أو الوظيفة التي يقوم بها علم المسرحية وسنحاول إيضاح هذه النقاط من خلال البحث
وبالنسبة لمصطلح علم المسرحية بمفهومه الحديث فتعود وظيفة علم المسرحية بمفهومها الحديث إلى "جوتلد ابراهام ليسنج،" الكاتب المسرحي الذي عاش بألمانيا في القرن الثامن عشر، لقد ظهرت محاولات علي يد الألماني جوهان إلياس سليجل 1479 -1519ولكنها لم تنل الاهتمام إلا علي يد ليسنج 1767 حيث يعتبر الألماني ليسنج هو أول من قام بهذه الوظيفة ونظر لها في كتابة "فن الكتابة المسرحية في هامبورغ، حيث كانت مهمة علم المسرحية تتمثل في تصنيف النوعيات المختلفة من النصوص المسرحية، ومناقشتها ودراسة العلائق التي تربط بين هذه النوعيات المختلفة، وكذا الأساليب المتنوعة لكتابتها. وتختلف مهام علم المسرحية من فرقة إلى أخرى.ومع ذلك فإنها تتضمن في أغلب الأحوال، اختيار الممثلين، اختيار النصوص المسرحية التي تقدم على مدار الموسم المسرحي بحيث يكون هناك اتساق فيما بينها، مساعدة الكتاب المقيمين أو الزائرين في تحرير النصوص الجديدة، تصميم البرامج التدريبية والتعليمية، وأيًضا مساعدة المخرج في البروفات، وفي بعض الأحيان يقوم علم المسرحية بدور المؤلف في حالة تغيبه لسبب أو لآخر
وعادة ما يقوم علم المسرحية بعمل أبحاث تتناول النواحي التاريخية والاجتماعية والفترات الزمنية والأماكن التي تقع فيها أحداث المسرحية التي وقع اختيار الفرقة عليها، وذلك لمساعدة المؤلف والمخرج وجميع مصممي العرض في تقديم العمل المسرحي بأفضل صورة ممكنة
ومن ناحية أخرى، فإن علم المسرحية يتولى مسؤولية البحث عن النصوص الجيدة المكتوبة بلغات أجنبية، ويترجم ما يصلح منها للتقديم على خشبة المسرح، ويتولى أيضا مسؤولية الظهور في وسائل الإعلام المختلفة بهدف الترويج للعروض
ومع تدخل علم المسرحية بشدة في جميع مراحل اختيار العرض المسرحي، إنتاجه، وتمثيله، إلا إن علم المسرحية يظل مستقلا، ومحتفظا لنفسه بعين نقدية لكل أنشطة الفرقة، ساعيا إلى تطويرها، وتحقيق أفضل وضع ممكن لها
أما عن مهامه ومهاراته

## أولا: المهارات
يجب أن يكون علم المسرحية: -ملما بالمعلومات والمعارف التاريخية والثقافية
-باحثا كفء وصاحب موهبة في الكتابة- صبورا، موضوعيا، ودقيق الملاحظة-لديه مهارات تحليل البناء المسرحي-لديه مهارات اتصال عالية-لديه قدرة على العمل ضمن فريق وكما أنه لا توجد طريقة مثلى يتبعها كل الممثلين، فإنه أيضا لا توجد طريقة مثلى يتبعها كل علم المسرحية.وإنما يوجد قدرات، توقعات ومفاهيم. ويجب على علم المسرحية أن يبذل كل ما بوسعه لتوفير المعلومات التي يحتاجها فريق العمل دون أن يشغلهم بكل التفاصيل والملاحظات.
ويمكن القول إن مفتاح نجاح علم المسرحية يكمن في فهم النص جيدا، وتحليل ما يحتاجه الجمهور من معلومات أو رسائل من خلال النص المسرحي.
أما عن دور أو وظيفة علم المسرحية، فإنه ينقسم إلى مرحلتين:
-ما قبل البروفات-البروفات والعرض.-ما قبل البروفات:-عمل قائمة بالمفردات والعبارات والإشارات التي يتضمنها العرض، وتوضيح الغامض منها.-الكشف عن معاني أسماء الشخصيات، وتوفير المعلومات عن الشخصيات الحقيقة أو والتاريخية.-التواصل مع المؤلف –قدر الإمكان- ووضع خط زمني ومكاني لأحداث المسرحية، ومراعاة أن يتسق ذلك مع ديكورات المسرحية.-عمل الترجمات المطلوبة.-كتابة سيرة ذاتية مفصلة لمؤلف المسرحية.-إعداد وتوفير المعلومات عن فريق العمل. البروفات والعرض:-الجلوس بجوار المخرج بغرض الإجابة على التساؤلات، أو وطرح تساؤلات.-ملاحظة أن يكون هناك اتساق في الشخصيات وفي العمل ككل.-كتابة كل الملاحظات ومن ضمن وظائف علم المسرحية أيضاً أنه عندما يقوم بدور المترجم (المفسر) يطرح وجهة نظره والتي تبدأ من مجرد اختياره للنص الذي سيترجمه دون غيره من النصوص. ثم تأتي بعد ذلك عملية الترجمة والتفسير ذاتها. فمونولوج مكون من عدة صفحات في لغة ما قد يترجمها أحدهم في جملة أو عدة جمل بسيطة، كما أن جملة واحدة يمكن شرحها في صفحات كاملة طبقاً لأسلوب المترجم وقدراته ووجهة نظره وما تحمله من أفكار، وكل ذلك يدخل ضمن شروط التلقي والتفسير الاجتماعي، فكلما تغيرت الشروط الاجتماعية والتاريخية للتلقي تغيرالمعني.
إن الترجمة في حد ذاتها هي رؤية مسرحية لغوية وفكرية للنص تقترب من التقديم في عرض يتفق مع المجتمع والفترة الزمنية التي يقدم فيها.

### مصطلح عالم المسرحية وتاريخية وجوده وتأثيره في المسرح منذ عهداليونانوإلى يومنا هذا
نجد أن مصطلح علم المسرحية هو موجود منذ أنشئ المسرح في اليونان حيث مرت الدراما المسرحية بمراحل متعددة منذ الشعراء الإغريق الأوائل في العصور القديمة وذلك عندما نشأ المسرح في أحضان الشعر في زمان الرواد الإغريق القدماء المشاهير سوفوكليس و (يوربيديس) وإيسخيلوس وأخيراً الكوميديان اليوناني ذائع الصيت أرستوفانيس وكان هؤلاء الشعراء يقومون جميعهم بأغلب الوظائف المسرحية، وكان كل واحد من هؤلاء يسمى دراماتورج، وعليه نستنتج أن علم المسرحية هذا كان الشخص الأهم في إنتاج العروض المسرحية، ورغم ذلك اختفى تدريجياً هذا المسمى الوظيفي ليعود من جديد بعد مئات الأعوام مع تطور المسرح إثر تأثره بظروف العصر وزيادة عدد العناصر المسرحية من نص ومؤدٍ وجمهور إلى مالا يقل عن ثلاثة عشر عنصراً
وحتى يمكننا التدليل هنا على وجود مصطلح علم المسرحيةيا منذ عصر الإغريق والمسرح اليونانى القديم حيث أن مفهوم علم المسرحية المتلقى كان موجود بمفهومه فعلاقة المسرح بشكل عام ومنذ نشأته كانت ولاتزال مرتبطة بالمتلقي فمنذ مسرحيات اسخيلوس كان دور المتلقي واضحا وقد عبر أرسطو في كتابه (فن الشعر)عن ذلك من خلال طرحه لمفهوم (التطهير) بوصفه تعبيراً واضحاً عن عمق العلاقة بين المسرح والجمهور.لذلك فإن علم المسرحيةيا بحسب المؤلف لم تبتكر وانما هي استمرار لمفاهيم قديمة تطورت بتطور المسرح وجميع عناصره. ان التواصل كان ولايزال موجوداً إذ لاوجود لعرض مسرحي أو قارئ لمسرحية، ولايكون بينهما تواصل وإلا فما الذي يجعل ذلك المتلقي يستمر في المشاهدة وما الذي يلزم قارئ النص المسرحي على الاستمرار بالتواصل معه.

### الظروف التي دعت إلى ظهور مصطلح علم المسرحية من جديد
أحد الأسباب التي جعلت من وظيفة علم المسرحية وظيفة هامة هي _إقبال عدد من المؤلفين العظام من كتاب الأجناس الأدبية المختلفة كالقصة والرواية والقصيدة علي الكتابة للمسرح دون وعي بتقنيات خشبة المسرح، وبقدر ما تحمل أعمالهم من أفكار عظيمة بقدر ما تفتقد التقنيات المسرحية، مما يتطلب إجراء عملية تدريم يقوم بها شخص متخصص وملم بأدوات وتقنيات العرض وخشبة المسرح حتي يصبح النص قابلا وصالحا للتقديم في عرض. وجود أعمال روائية وقصصية عظيمة تغري المسرحيين بتقديمها في عروض مثل أعمال كافكا، جوركي، كامي، وقد قام بعض المؤلفين بتحويل رواياتهم الناجحة إلى نصوص مسرحية بهدف تقديمها في عروض مثلما فعل ألبير كامي في رواية «الطاعون» التي حولها إلى نص مسرحي باسم «حالة حصار».
- ظهور مذاهب فنية جديدة لا يمكنها أن تغفل التراث الإنساني السابق لها وتحاول التعامل معه، أو بالأحري تحاول أن تثبت وجهة نظرها وصحة توجهاتها من خلال تعاملها مع الأعمال الفنية للمذاهب والمدارس السابقة.
- يلجأ بعض المخرجين – وخاصة أصحاب فكرة المسرحة والمسرح الجديد- إلى الأعمال غير المكتوبة للمسرح لتصبح أساسا لتجاربهم، نظرا لجدتها وعدم استهلاكها في عروض مسرحية سابقة، مما يمنح العروض الطزاجة وعدم معرفة الجمهور بها من قبل، ومن ثم يعطي المخرج فضل السبق والابتكار، وكذلك يعتمد أصحاب فكرة المسرحة فكرة تحويل الأعمال الأدبية غير المكتوبة للمسرح إلى نصوص وعروض مسرحية نظرا لعدم اعتمادها علي الحوار والكلمات إلا في حدود ضيقة.
إن الرواية والقصة تعتمد علي الوصف بدرجة كبيرة، وهو ما يمكن ترجمته إلى أفعال وحركة وأحداث، والتقليل من الكلمات والحوار مما يزيد من مساحة الإبداع بالنسبة للمخرج وللممثل أيضا..والمثال علي ذلك تناول بروتوفيسكي للكتاب المقدس وتقديمه في عروض، وكذلك بيتر بروك «للشهنامة» الإيرانية.
- إن ظهور تكنولوجيا الديجتال (الرقمية) على سبيل المثال ووضع الشاشات علي المسرح وما يتطلبه ذلك من تقنيات مصاحبة، وما تثيره من خيال جديد، والانتقال من مكان لآخر، والاعتماد علي شخصيات خيالية وإمكانية تحقيق هذا الخيال من خلال علاقة خشبة المسرح بالشاشة يجعل المخرجين يتجهون للأعمال التي تثير الخيال أكثر من غيرها، وهو ما يتوفر في قصص الخيال العلمي والتي لم يدخل فيها المسرح بشكل كبير نظرا للإطار التقليدي الذي كان يتحكم فيه.
- التخلص من قبضة المؤلف المسرحي الذي أصبح في كثير من الأحيان من خلال (حقوق الملكية الفكرية) مراقبا لنصه، وأصبح يتدخل في عمل المخرج ويحكمه سواء بوعي أو بغير وعي، في حين أن صاحب الرواية أو القصة يعتبر عملية التدريم والتحويل إلى عرض مسرحي دليلا علي نجاح عمله الفني وإضافة له دون الإخلال بالعمل الأصلي المطبوع والمنشور. مسرحة المناهج التعليمية وتبسيطها وتقديمها بشكل محبب للجمهور، مما يتطلب المعالجة العلمية علم المسرحيةية القادرة علي صياغته في شكل فني.
لقد تطورت وظيفة علم المسرحية من تحويل عمل أدبي غير مسرحي إلى عمل مسرحي يقدم في عرض ليصبح توجها للعمل علي نصوص مسرحية ليصبح علم المسرحية وظيفة فنية مختلف عليها، فيعتبره الكثيرون مستشارا فنيا وأدبيا ومعاونا للمخرج وللإدارة (إدارة الفرقة).
وفي العصر الحديث يرجع أهمية دور علم المسرحية إلى أهمية ما يمثله عالم مسرحيللمسرح إلى التطور الهائل الذي شهده العالم من النواحي التكنولوجية والفكرية والتغيرات الدؤوبة في الدال والمدلولات الحياتية بشكل عام والمسرحية خاصة، ونتيجة لذلك ظهرت مصطلحات ومفاهيم مسرحية لم تكن مألوفة من قبل، وهنا برزت الحاجة لشخص يقوم بفهم وتحليل وشرح كل صغيرة وكبيرة في العرض المسرحي بدءا من النص الأدبي المكتوب مروراً بالبروفات الأولية ووصولاً إلى العرض المسرحي ويمتد إلى ما بعد العرض أي النقد المسرحي.

### علم المسرحية وإشكالية المصطلح
، فإننا سنبدأ منذ البداية وهي تحديد معني الكلمة في اليونانية.إن كلمة (علم المسرحية) مشتقة من الكلمة اليونانية Dramaturgein وهي تعني مؤلف أو واضع الدراما، كما تعني صناعة الدراما، تكوين الدراما، وطبقا لقاموس المسرح الألماني Theater Lexikon فإن هناك ثلاثة مصطلحات تتعلق بعلم المسرحية: Dramaturg وهو الشخص القائم بالوظيفة نفسها. Drmaturgi وهي الإجراءات التي يقوم بها علم المسرحية علي النص لتجهيزه لكي يقدم في عرض.
Dramatisierung وتعني حرفيا التدريم أو الإعداد الدرامي أو التحويل إلى دراما، وهو يشير إلى تحويل أعمال فنية كالقصة والرواية إلى أعمال مسرحية من خلال تطويعها لقوانين الدراما.
وتختلف الآراء حول مصطلح علم المسرحية والدور الذي يلعبه في الحركة المسرحية بشكل عام والعرض المسرحي بشكل خاص والكثير من الدراسات النقدية التي تشير إلى عدم وضوح هذا المصطلح والاختلاف الكبير حول الدور الذي يمكن أن يلعبه في الحركة المسرحية
هناك من الاتجاهات علم المسرحيةية المعاصرة من بدأ يتحدّث عن (علم المسرحية الممثل) و (السينوغراف) كما هو الحال في تجربة مسرح الرور الألماني، بل أن هناك من يتحدث عن (درامتورجيا المتلقي) باعتباره عنصر مشارك في إنتاج العرض المسرحي، لأنه يعيد إنتاجه وفقاً لوعيه ولظروف المشاهدة التي تؤسس انساقاً إتصالية وتنتج قراءات متعددة للعرض ويمكن الإشارة إلى توفر المسرح الحديث على عدة علم المسرحيةت مسرحية يجمع بينها هاجس واحد هو العناية بالمتلقي، لهذا لجأ كتاب هذا المسرح إلى ابتداع اساليب ونظريات تنطلق من المبدأ التالي: وهو ان على المتفرج ان يتجرد من وضعيته كمتأمل ليشارك في الفعل المسرحي.
ونجد أن قاموس أوكسفورد يشير إلى أن علم المسرحية هو رجل أو صاحب الدراما وصاحب ملاحظات فنية، بينما يشير البعض إلى أنه وظيفة احترافية في عالم المسرح تستعين به الشركات (الفرق) بشكل رئيسي للقيام بأبحاث أو لتطوير النصوص المسرحية لتقديمها في عروض، إنه فن التكوين الدرامي، وتقديم العناصر الرئيسية للدراما وبلورتها علي خشبة المسرح.
ويري باتريس بافيس أن نشاط علم المسرحية هو: «ترسيخ لقواعد نقدية وإعادة رؤية لنظريات مسرحية» وهو تقليد ألماني لنشاط نظري وعملي يسبق ويحدد الإخراج المسرحي لمسرحية ما، فالألمان علي خلاف الفرنسيين والإسبان يفرقون بين الدراماتيكر الذي يكتب المسرحية وعلم المسرحية الذي يعد تفسيرها وتحقيقها مسرحيا، إن نشاط علم المسرحية غامض ويلقي مقاومة تحديدا في فرنسا. إن وحدة الآراء حول الدور المحدد للعالم مسرحي بعيدة كل البعد عن الاستقرار.
وهذا عائد إلى أن المساحة المعطاة للعالم مسرحي تتغير من ألمانيا إلى فرنسا وإسبانيا، وكذلك فإن المسرح الأمريكي يتمتع بوجهة نظر خاصة به في هذا المجال
ومما أدى أيضا إلى خلل في تعريف مصطلح علم المسرحية أنه مكانة علم المسرحية تحتل مرتبة عالية في العروض المسرحية الحديثة وينقسم عمله إلى علوم النص المسرحية وعلوم الأخراج المسرحية والتمثيل والعرض والسينوغرافيا والنقد والأعلام، ويعرٍف البعض علم المسرحية بمساعد المخرج وأخرون بكاتب عالم مسرحي وألمان يعرفونه بالمستشار الأدبي”..
أما بالنسبة إلى العالم العربى فابالتأكيد إن عدم وجود ترجمة أو تعريف مكتمل لتلك المهنة جعل من الممكن (بل ومن الطبيعي) أن يتم شغل المصطلح من قبل أقرب المهن الدرامية (المعد الدرامي)
لم يتم الأمر بمثل تلك الدقة والوعي من جانب الممارسين للإعداد المسرحي، لكن شيوع المصطلح وضبابية معناه جعل من الممكن شغله كما حدث مع مصطلح السينوغرافيا على سبيل المثال.
ولكن مع مرور الزمن أصبح من الممكن - ونتيجة لتراكم الكتابات النقدية والتعليمية والمقالات التوضيحية والتفسيرية.. الخ – أن يجد الباحث الكثير من المواد التعريفية لمصطلح الدراما تورج وتعريف لمهنة علم المسرحيةية وتحديد لمهامه بل والمهارات التي يجب توافرها فيه، ويمكن بالعودة لمحرك البحث جوجل العثور على الكثير من المواد التوضيحية بل والمفسرة للاختلافات الدقيقة بين مهنة علم المسرحيةي الأمريكي وعلم المسرحيةي الإنجليزي وألماني..الخ
وهنا من واجبنا توضيح الفرق أيضاً بين «علم المسرحية» وعلم المسرحيةية:
إننا نستخدم كلمة علم المسرحيةية بشكل أساسي لنصف تكوين العمل، أي تركيبه. فبينما تعبر الكلمة عن عملية التركيب ذاتها، نجدها أيضاً تستخدم لتعبر عن مناقشة ذلك التركيب. وبكلمات أخري، حينما نشترك في القيام بعلم المسرحيةية، هذا يعني قيامنا بفحص تكوين أو علم مسرحية العمل. فمعني علم المسرحيةية يفضي إلى تضمنها عدة عمليات، منها: رصد تطور المسرحية أثناء عملية إنتاجها، وكذلك رصد السياق الكلي للحدث المسرحي، وعملية بناء العمل الفني بكل عناصره (الكلمات، الصور والأخيلة، الصوت، وما إلى ذلك). إنها تتطلب أيضاً وعياً بأن المسرح هو عمل حي، ومن هذا المنطلق فهو دائم الانخراط في عملية تطوير، وعُرضة للتغيرات والتفكيكات عبر عمليتي البروفة والعرض ذاته. فلو حاول علم المسرحية رسم خريطة للعمل المسرحي، فربما يكون عمله هذا دائماً في علاقة استشرافية تجريبية متغيرة مع واقع الحدث المسرحي. وبناءً عليه يمكننا إقرار وجود بعد دينامي وسياقي بل وسياسي للممارسة علم المسرحيةية.
ويستخدمها إرفنج جوفمان ليدرس بها السلوكيات الاجتماعية، حيث يطبق مفهوم علم المسرحيةية بافتراض أن تعاملاتنا الاجتماعية هي أدوار نلعبها في عملية الاتصال بالآخرين، وعبر عملية الاتصال هذه نقدم أنفسنا للآخرين المحيطين بنا (الذين نتعامل معهم) والذين يعادلون الجمهور - كما يطلق عليهم جوفمان- في المسرح.
علم المسرحيةية لا تطبق فقط علي الحوار. بل يوظفها المعماريون –هم أيضا- عبر وسائل دراساتهم للأبنية المعمارية من حيث توفيرها (أي الأبنية) لإمكانيات الاستخدام وما يمكن أن تفرضه تلك الإمكانيات من طبيعة للأحداث التي تحتضنها تلك المباني.
```
فإن علم المسرحية المسرحي ينظر إلى بناء الأداء (العرض المسرحي).
```

ولذلك فيمكننا استخدام مصطلحي «تحليل العرض المسرحي» و«علم المسرحيةية» علي نحو يجعل كلا منهما في مقابل الآخر بدرجة ما ازدادت أو قلت. فربما نستخدم المصطلح الأول بجذور كلمة التحليل Analysis عند الإغريق والتي تعني «يفك» متضمنة معني حل الجدائل المختلفة للعمل، بينما نستخدم المصطلح الثاني ليرتبط علي نحو وثيق بفكرة «التركيب»، أي جمع الأجزاء مع بعضها البعض، ليتضمن هذا المعني محاولة رؤية هذه الأجزاء في علاقاتها كل بالآخر.
وكما اعترت المسرح وفن الأداء تغيرات عبر تاريخهما، اعترت علم المسرحيةت الأعمال المسرحية أيضاً تغييرات. فعبر السواد الأعظم من تاريخ المسرح والدراما يتحدد المسرح باهتمامه بالمسرحيات بينما تتحدد علم المسرحيةية في الغالب باهتمامها بكيفية عمل بني المسرحيات. فليس الكتاب المسرحيين وحدهم من بين صناع المسرح من يؤثرون في علم المسرحيةية، بل كل صناع العرض المسرحي يعملون علي تفعيل وطرح استراتيجات تأليفية/ تركيبية من شأنها تغير البني علم المسرحيةية.
لماذا تتغير البني علم المسرحيةية؟ في إجابة موجزة يمكننا القول بأن السبل التي نري بها العالم تتغير وتتحدي المدركات التي آمنا بها فيما سبق. وبناءً عليه، نري أن تطور علم المسرحيةيات الجديدة هو تطور سياسي لا محالة، حيث يدفعنا للنظر إلى واقعنا عبر أعين جديدة.

### الإشكالية بين علم المسرحية وبين المخرج
تمثل ثنائية (المؤلف والمخرج) أحد أهم الإشكاليات المسرحية المعاصرة التي نجد لها أشكالا متعددة في التجربة المسرحية العالمية منذ نشؤها لدى الإغريق وحتى الآن فنجد تصدرا واضحا لدور المؤلف في أزمنة محددة، بينما نجد غياب دور المخرج في تلك الأزمنة، وفي أحيان أخرى نجد غياب دور المؤلف لصالح المخرج، وفي أقصى الاحتمالات نجد في زمن مسرحي ما ثمّة صيغة تعادلية تمنح لكل منهما دوره الذي يستحقه، وهكذا نجد متواليات عديدة في شكل هذه العلاقة، وفي كل الأزمنة السالفة لا يغيب دور المؤلف نهائيا وان كان هامشيا أحيانا، وكذلك الحال بالنسبة للمخرج الذي لا يغيب دوره دائما بل يبقى حاضرا وان كان في حدود ضيقة،
ولكن مع المسرح المعاصر (وتحديدا منذ بدايات القرن العشرين) بدأت هذه الثنائية تخضع لمتغيرات جديدة فرضتها طبيعة العمل المسرحي نفسه، فهناك من دعا إلى تذويب شخصية المؤلف نهائيا في شخصية المخرج باعتبار أن المخرج هو خالق العرض وسيده الأوحد، أما المؤلف فلا حاجة إليه، وقد برر أصحاب هذه الدعوة رؤيتهم هذه انطلاقا من الوظيفة الجديدة التي بدأ يحتلها المخرج في المسرح المعاصر، حيث يقوم بإعادة صياغة النص المسرحي (خاصة النصوص القديمة) بما يتوافق مع معطيات اللحظة الراهنة التي يعيشها جمهوره المسرحي، وبذلك تخرج تلك النصوص من (كياستها) الأدبية إلى معمل الإنتاج المسرحي الجديد الذي يقوم بصناعة أناقتها الأدبية الجديدة القائمة على الكتابة المغايرة لمنطلقات النص القديمة، وبالغ أصحاب هذا الرأي إلى الحد الذي أعلنوا فيه عن (موت المؤلف) كما هو الحال لدى الاتجاهات السيميولوجية المعاصرة، في حين نجد آخرين ذهبوا إلى إيجاد صيغة تعادلية بين الاثنين حينما استحدثوا وظيفة مسرحية جديدة تمثل حلقة وسط بين المؤلف والمخرج وأطلقوا عليه مصطلح (علم المسرحية = الخبير الدرامي).
وعلى الرغم من إقرار أغلب المسارح الغربية لهذه الوظيفة واعتمادها مع بدايات القرن العشرين، إلا أنها لم تسلم من التغيرات مع مرور الزمن، فمع احتفاظ المسارح العالمية بهذه الوظيفة، بدأ المخرج المسرحي المعاصر يسطو على وظيفة علم المسرحية معتبرا أن من حقه ممارسة هذه الوظيفة باعتبارها داخلة في صلب فعله الإخراجي، خاصة فيما يتعلق بفضاءات النص الدرامية وعلاقتها بالعناصر السينوغرافية، فتطور مفهوم الخبير الدرامي (علم المسرحية) إلى اصطلاح (المخرج / علم المسرحية) وبذلك انتقلت الإشكالية الأولى من جديد من ثنائية (المؤلف / المخرج) إلى ثنائية (المخرج / علم المسرحية).
وبالتالى كثيراً ماحصل اندماج وظيفة علم المسرحية المتعارف عليها في المسرح العالمي بوظيفة المخرج ليصدر لنا اصطلاح (المخرج علم المسرحية) والذي مارسه أكثر من مخرج عالمي في تجربته المسرحية.
تنحصر الآراء حول وظيفة علم المسرحية بين مؤيد له، يري وجود حاجة ملحة لهذا الدور الفني الذي سيكون بمثابة إضافة للمسرح، حيث تفتح آفاقا عدة للمخرج وللنص المسرحي علي السواء، وبين رافض لهذه الوظيفة بدعوي عدم الحاجة إليه، حيث إنه عنصر دخيل علي العمل المسرحي، ينتقص من دور كل من المخرج والمؤلف.
وإذا نظرنا من هذه الزاوية لوجدنا أن المخرج في المسرح قد تعرض عند ظهوره لنفس الهجوم، حيث كان البعض ينظر إليه بوصفه عنصرا دخيلا علي العرض المسرحي، يأخذ حقا مشروعا للمؤلف، وربما للممثل صاحب الفرقة أيضا، ومع التطور والزمن أثبتت التجربة أهمية المخرج كوظيفة فنية محورية أصبحت تسيطر علي العرض المسرحي، وكانت سببا رئيسيا دافعا لتقدم المسرح وتطوره.
وهناك من على النقيض من يزعم أن وظيفة (علم المسرحية) يمكن اعتبارها وسيلة هامة لفض النزاع التقليدي بين المؤلف والمخرج، وحول علاقة النص المسرحي بالعرض، والمساحة الإبداعية المتاحة للمخرج، بوصفه يقوم بعمل يختلف عن النص المسرحي، وأنه لن يقدم مجرد ترجمة حرفية له أو محاكاة باهتة له، ومن ثم فإن وظيفة علم المسرحية ترتبط بمفهوم (مخرج مؤلف العرض المسرحي)، وبتطور مفهوم الإخراج كما ترتبط بتطور تقنيات العرض المسرحي ومحاولات بث الحياة في نصوص مسرحية قد تكون انتهت صلاحيتها، أو محاولة تجديدها لتصبح صالحة للعرض في زمن ومكان وجمهور معين

### عن عدم جدوى وجود وظيفة علم المسرحية في مصر نتحدث
أزمة علم المسرحية الحقيقية أنه لم يستطع التوطن داخل المهنة المسرحية أو إيجاد موقع له بالعملية الإنتاجية لعدد (على الرغم من توطنه الاصطلاحي) من الأسباب يمكن أن نجملها في:-
1- أن أقرب مسمي وظيفي لمهنة علم المسرحية داخل منظومة مسرح الدولة تحتله وظيفة الباحث المسرحي وهي مهنة شديدة الفقر والجمود تتوقف عند حدود إبداء الرأي في العمل المسرحي وهو ما يعني عدم وجود علاقة بينها وبين الهيكل الإنتاجي للعرض المسرحي، وهو ما يجعل من الصدام بين الباحثين والإدارة الفنية أمراً اعتيادياً بسبب إصرار الباحثين على تحويل تقاريرهم إلى جزء فاعل في الخطط الإنتاجية لمسرح الدولة، في حين تحاول الإدارة والفنانين التملص من تلك السلطة المتعالية على العرض المسرحي والمفارقة لواقع عملية الإنتاج عبر تهميشها أو تفتيتها.. الخ. وبالتالي فإن بزوغ مهنة علم المسرحية يصبح أمراً شديد الصعوبة بل يدخل في طور الاستحالة ما لم تعاد هيكلة دور الباحثين وإعطائهم مهام علم المسرحية أثناء البروفات والعرض.
2- على مستوي الهواة والفرق المستقلة وغيرها من أشكل الإنتاج الفقير يصعب تخيل أثقال العرض المسرحي بمهنة جديدة خاصة وأن الفرق الصغيرة ربما لا تحتاج لكثير من المهام الإنتاجية والفنية التي يتحملها علم المسرحية في الفرق الكبيرة والمستقرة مالياً وهيكلياً.
3- الإدعاء الدائم بندرة العناصر صالحة للقيام بدور علم المسرحية.. وعلى غرابة وسخف مثل تلك الإدعاءات إلا أنها تستمد وجاهتها من عدم وجود عناصر فنية أو نقدية مؤهلة للقيم بعملية تحول مهني نحو علم المسرحيةية، وهو ما يعود بالتأكيد لعدم وجود موقع فني ومالي داخل العرض المسرحي يحقق دخل مادي ومعنوي ملائم يدفع لظهور مشتغلين بتلك المهنة وإحداث حالة تنافسية فيما بينها.
4- مهنة علم المسرحية مهنة مثقلة لميزانية العرض المسرحي، فهي تفترض وجود إصدار مصاحب للعرض لتعريف المتفرج بالنص والكاتب وفريق العرض وكذلك تحليل للنص وتقدم للمدرسة الفنية التي ينتمي إليها العرض.. الخ وهو ما يتجاوز بالتأكيد الصورة البدائية للبامفيلت الذي تحتجزه الإدارة لكبار الزوار لتوفير المصاريف الإنتاجية !!! وكذلك فإن دخول علم المسرحية على خط أنتاج العرض المسرحي يستدعي تقليل سرعة عجلة الإنتاج وكبحها مما يعني إطالة فترة البروفات.. هو أمر مزعج بالتأكيد للكثير من ممارسي المهني بسبب سياسيات الإفقار التي تجعل من فترة البروفات فترة مرهقة مالياًً لميزانية المشاركين بالعرض دون عملية تعوض حقيقي.
بالمجمل فإن مهنة علم المسرحية تظل خارج العملية الإنتاجية لدواعي إنتاجية ولعدم وجود مردود مادي لممارستها حتى وإن توافرت الخبرات الكافية.وهو ما يعني تعطيل علم المسرحية كمهنة وتحويله إلى مصطلح يمكن التشدق به من جانب بعض ممارسي المهنة مصرياً وعربياً.. أو الدعوة لإيجاد المهنة دون محاولة تخطي الصعوبات التي تواجه شرعنتها داخل العملية الإنتاجية والقبول بها.
وعليه فإن الدعوة لعودة مهنة علم المسرحية لابد أن تعني في ما تعني رفع سياسات الإفقار، إعادة هيكلة المنظومة الإنتاجية بما يكفل واقع جديد صالح لنمو تلك المهنة، تنمية فرع دراسي بالمؤسسات التعليمية (المسرحية) لتدريب وتكوين عناصر صالحة للقيام بمهنة علم المسرحية (حتى لو كان ذلك يعني إضافة مادة جديدة لدارسي قسم الدراما والنقد المسرحي)، إعادة هيكلة وتقنين وضع الباحثين للقيام بدورهم الأساسي داخل منظومة إنتاج العرض المسرحي وليس كعناصر هامشية أو استشارية أو في أفضل الأحوال نقدية معزولة عن عملية الإنتاج المسرحي.
تلك مجرد افتراضات تستدعي وجود تحرك جماعي ومنسق بين مؤسسات عديدة (إدارية، تعليمية، تشريعية، مالية.. الخ)وهو أمر مستبعد حالياً أو في المستقبل القريب بسبب الحالة العدائية التي يواجه بها المسرح والتي تجعل من النظر إليه كسلعة تعاني الكساد هي الأكثر انتشاراً تستدعي أنشاء إدارات للتسويق وليس كمنتج إبداعي يعاني من فشل إنتاجي يستدعي إعادة هيكلة لمنظومته الإنتاجية ودعمه مالياً ليخرج من أزمته.
وحتى يصبح ذلك ممكناً فلا تحلموا بأن يكون هناك عالم مسرحي في المسرح المصري
وفي النهاية يمكننا أن نستنتج مدى أهمية دور علم المسرحية في تطوير المسرح وأنه لا يتعارض مع مهنة المخرج بل أنه وكما طرحنا في البحث له دور يختلف عن دور المخرج أو عن المؤلف، وأن دوره يثرى كثيرا ً من الأعمال المسرحية ويساعد في تطوير المسرح، لذا.. أنا أشدد على أهمية دور علم المسرحية وعلى وجوب تدريس علم المسرحية وعلم المسرحيةية في معاهد الفنون والكليات الفنية.
1. 1 2  مجدي وهبة؛ كامل المهندس (1984)، معجم المصطلحات العربية في اللغة والأدب (ط. 2)، بيروت: مكتبة لبنان ناشرون، ص. 47، OCLC:14998502، QID:Q114811596
2. ↑  الدراماتورج - أكاديمية الفنون نسخة محفوظة 18 نوفمبر 2016 على موقع واي باك مشين.
3. 1 2 3  الدراماتورج ودوره في الوساطة بين المؤلف والمخرج 1 نسخة محفوظة 03 ديسمبر 2016 على موقع واي باك مشين.
4. ↑  المجلة العربية :: موضوعات العدد نسخة محفوظة 16 أغسطس 2016 على موقع واي باك مشين.
5. ↑  http://www.alnoor.se/article.asp?id=30754 ،
23/8/2008 نسخة محفوظة 2019-05-16 على موقع واي باك مشين.
6. ↑  جريدة الاتحاد - ندوة في أربيل حول الدراماتورج والدراماتورجية في المسرحنسخة محفوظة 06 مارس 2016 على موقع واي باك مشين.
7. ↑  http://www.alnoor.se/article.asp?id=30754 ،23/8\2008 نسخة محفوظة 2019-05-16 على موقع واي باك مشين.
8. ↑  مسرح: في عدم جدوى الحديث عن مهنة الدراماتورج محلياً نسخة محفوظة 05 مارس 2016 على موقع واي باك مشين.

http://egyptartsacademy.kenanaonline.com/posts/92837
http://www.masrahona.com/%D8%A7%D9%84%D9%85%D8%B5%D8%B7%D8%A8%D8%A9/item/866-%D8%A7%D9%84%D8%AF%D8%B1%D8%A7%D9%85%D8%A7%D8%AA%D9%88%D8%B1%D8%AC%E2%80%AE-%E2%80%AC%D9%88%D8%AF%D9%88%D8%B1%D9%87-%D9%81%D9%8A%E2%80%AE-%E2%80%AC%D8%A7%D9%84%D9%88%D8%B3%D8%A7%D8%B7%D8%A9-%D8%A8%D9%8A%D9%86-%D8%A7%D9%84%D9%85%D8%A4%D9%84%D9%81-%D9%88%D8%A7%D9%84%D9%85%D8%AE%D8%B1%D8%AC%E2%80%AE-%E2%80%AC1
http://www.arabicmagazine.com/arabic/ArticleDetails.aspx?Id=1483
http://www.masrahona.com/%D8%A7%D9%84%D9%85%D8%B5%D8%B7%D8%A8%D8%A9/item/866-%D8%A7%D9%84%D8%AF%D8%B1%D8%A7%D9%85%D8%A7%D8%AA%D9%88%D8%B1%D8%AC%E2%80%AE-%E2%80%AC%D9%88%D8%AF%D9%88%D8%B1%D9%87-%D9%81%D9%8A%E2%80%AE-%E2%80%AC%D8%A7%D9%84%D9%88%D8%B3%D8%A7%D8%B7%D8%A9-%D8%A8%D9%8A%D9%86-%D8%A7%D9%84%D9%85%D8%A4%D9%84%D9%81-%D9%88%D8%A7%D9%84%D9%85%D8%AE%D8%B1%D8%AC%E2%80%AE-%E2%80%AC1
http://www.alnoor.se/article.asp?id=30754
http://www.alitthad.com/paper.php?name=News&file=article&sid=60144
http://www.alnoor.se/article.asp?id=30754
http://www.masrahona.com/%D8%A7%D9%84%D9%85%D8%B5%D8%B7%D8%A8%D8%A9/item/866-%D8%A7%D9%84%D8%AF%D8%B1%D8%A7%D9%85%D8%A7%D8%AA%D9%88%D8%B1%D8%AC%E2%80%AE-%E2%80%AC%D9%88%D8%AF%D9%88%D8%B1%D9%87-%D9%81%D9%8A%E2%80%AE-%E2%80%AC%D8%A7%D9%84%D9%88%D8%B3%D8%A7%D8%B7%D8%A9-%D8%A8%D9%8A%D9%86-%D8%A7%D9%84%D9%85%D8%A4%D9%84%D9%81-%D9%88%D8%A7%D9%84%D9%85%D8%AE%D8%B1%D8%AC%E2%80%AE-%E2%80%AC1
http://mmsh2278.blogspot.com/2012/08/blog-post.html